# Почётный академик по разряду изящной словесности
Звание «Почетный академик по разряду изящной словесности Отделения русского языка и словесности Императорской академии наук» было учреждено 29 апреля 1899 года, к столетию со дня рождения А. С. Пушкина. Оно предназначалось для выдающихся русских писателей. Среди избранных почётными академиками были авторы, получившие известность не художественной литературой, а научными, философскими или юридическими работами.
В почётные академики могли быть избраны в том числе и лица, уже являющиеся ординарными академиками АН: например, Веселовский, Котляревский и Ключевский, а также действующий президент АН великий князь Константин Константинович.  Последовательность могла быть и обратной, например, А. А. Голенищев-Кутузов был сначала избран членом-корреспондентом, потом почётным академиком и лишь затем действительным членом АН.
Самым молодой и самый пожилой почётный академик были избраны в один день, 25 февраля 1902 г.: 33-летний Горький (чьё избрание не было утверждено Николаем II) и 84-летний Сухово-Кобылин. Меньше всех после избрания академиком прожил Соловьёв (7 месяцев), дольше всех — Бунин (44 года).
Почётными академиками были избраны:
- Лев Николаевич Толстой (1828—1910), прозаик — 8 января 1900
- Антон Павлович Чехов (1860—1904), прозаик — 8 января 1900, отказался от звания в 1902 в связи с протестом против аннулирования избрания Максима Горького
- Алексей Антипович Потехин (1829—1908), драматург и прозаик — 8 января 1900
- Владимир Галактионович Короленко (1853—1921), прозаик — 8 января 1900, отказался от звания в 1902 в связи с протестом против аннулирования избрания Максима Горького; в 1918 восстановлен в звании
- великий князь Константин Константинович (1858—1915), поэт (писавший под псевдонимом К. Р.) — 8 января 1900
- Алексей Михайлович Жемчужников (1821—1908), поэт — 8 января 1900
- Арсений Аркадьевич Голенищев-Кутузов (1848—1913), поэт — 8 января 1900
- Константин Константинович Арсеньев  (1837—1919), критик, литературовед, юрист — 8 января 1900
- Владимир Сергеевич Соловьёв (1853—1900), философ, поэт — 8 января 1900
- Анатолий Фёдорович Кони (1844—1927), юрист, литератор — 8 января 1900
- Пётр Дмитриевич Боборыкин (1836—1921), прозаик — 1 декабря 1900
- Владимир Васильевич Стасов (1824—1906),  критик — 1 декабря 1900
- Александр Васильевич Сухово-Кобылин (1817—1903), драматург — 25 февраля 1902
- Максим Горький (1868—1936), прозаик и драматург — 25 февраля 1902, избрание аннулировано правительством
- Алексей Николаевич Веселовский (1843—1918), литературовед — 1906
- Нестор Александрович Котляревский (1863—1925), литературовед — 8 ноября 1906
- Василий Осипович Ключевский (1841—1911), историк — 1908
- Иван Алексеевич Бунин (1870—1953), прозаик и поэт — 1909
- Константин Сергеевич Станиславский (1863—1938), режиссёр — 20 марта 1917